# AAlib
AAlib is een bibliotheek met functies voor programma's die ervoor zorgen dat het programma uitvoer in ASCII-art kan produceren. BB is een demonstratieprogramma, dat voor AAlib is gemaakt. Dat is een programma dat goed de mogelijkheden voor de bibliotheek laat zien.

## Voorbeeld
schermafdruk van BB. De zebra beweegt in het programma, waardoor het beeld nog duidelijker is.